# Сыграй ещё раз, Сэм
«Сыграй ещё раз, Сэм» (англ. Play It Again, Sam) — кинокомедия режиссёра Герберта Росса, снятая в 1972 году по мотивам одноимённого бродвейского спектакля Вуди Аллена.

## Сюжет
Незадачливого кинокритика Алана Феликса после двухлетнего брака бросает жена. Алан впадает в депрессию, на нервной почве его начинают посещать призраки Хамфри Богарта, исполнителя главной роли «Касабланки», и его бывшая жена Нэнси. Они пытаются дать ему советы в отношениях с женщинами.
Линда и Дик Робертсы уговаривают своего друга снова ходить на свидания. Но каждый раз он ведёт себя неестественно, зажато, и только с Линдой он начинает чувствовать себя самим собой. Вскоре их дружба переходит к более близким отношениям. Однако Линда дорожит браком, а Алан своим лучшим другом.
Последняя сцена фильма отсылает к концовке «Касабланки» (туман, аэродром, самолёт запускает двигатель, диалоги). Алан благородно объясняет Линде, почему она должна остаться с мужем.

## В ролях
- Вуди Аллен — Алан Феликс
- Дайан Китон — Линда Кристи
- Тони Робертс (англ.) — Дик Кристи
- Джерри Лейси — Хамфри Богарт
- Сьюзен Энспак — Нэнси
- Дженнифер Солт — Шерон
- Джой Бэнг — Джули
- Вива — Дженнифер